# Körperkontakt
Körperkontakt bezeichnet die aktive oder passive Berührung des eigenen oder fremden Körpers. Die Intensität reicht dabei von der sanften Berührung mit den Fingerspitzen über den Kontakt mit Lippen oder Händen usw. bis zum Schlag mit der Faust. Die Wahrnehmung taktiler Reize wird als Tastsinn bezeichnet.
Eine spezielle Form des Körperkontakts ist der Sexualkontakt, der eine zentrale Rolle in der menschlichen Fortpflanzung spielt. Neuere Forschungen haben ergeben, dass Menschen außerdem ausreichenden und wohlmeinenden Körperkontakt brauchen, um zentrale Körperfunktionen wie Wärmehaushalt, Immun- und Herz-/Kreislaufsystem zu regulieren. Das gilt jedoch nur für Berührungen von einer nahestehenden und gemochten oder gar geliebten Person. 
Das Verhalten zu körperlicher Nähe und Körperkontakt ist in den verschiedenen Kulturen und Zeitaltern sehr unterschiedlich.

## Körperkontakt und kindliche Entwicklung

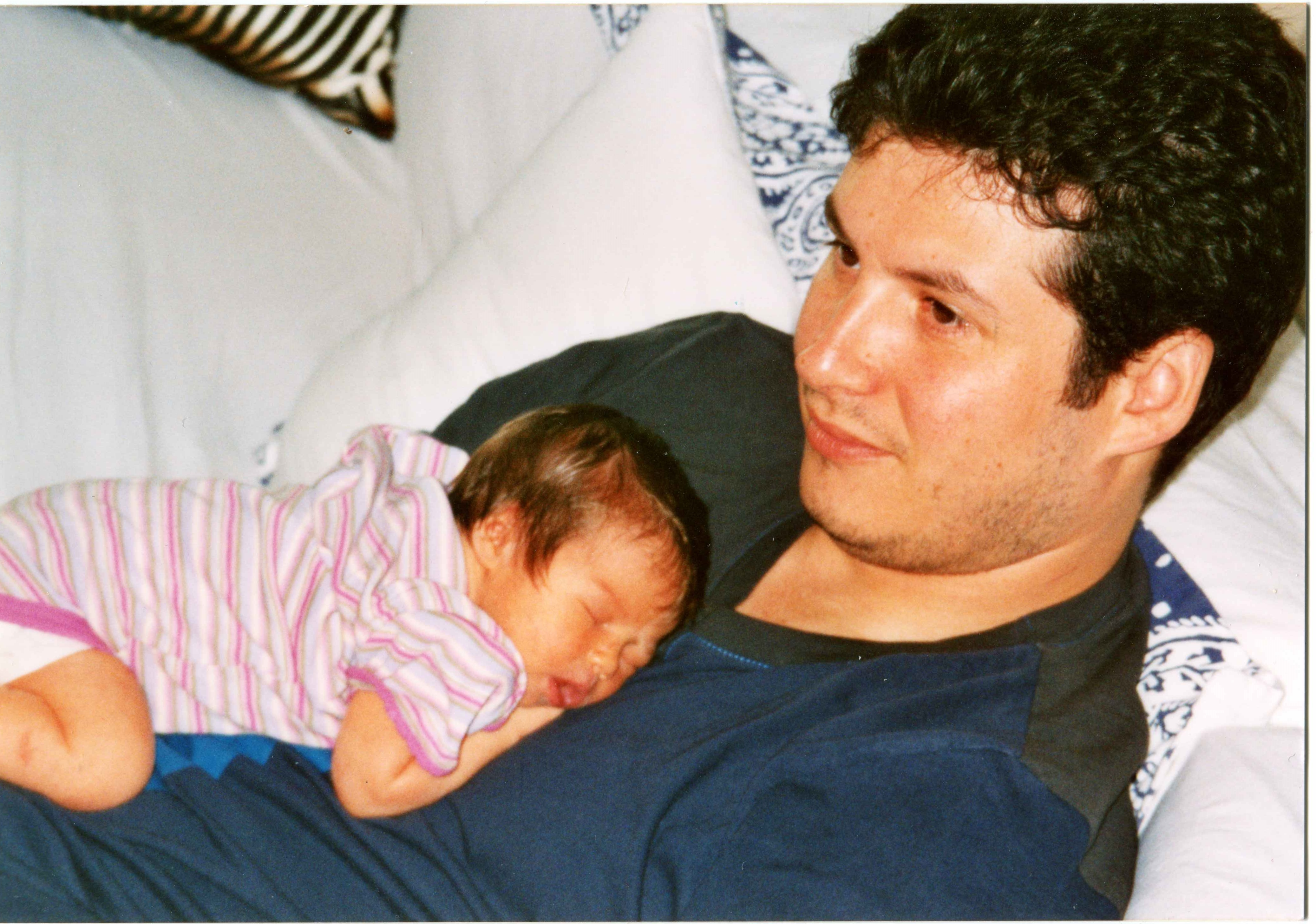
Neugeborenes schläft mit Körperkontakt zu seinem Vater

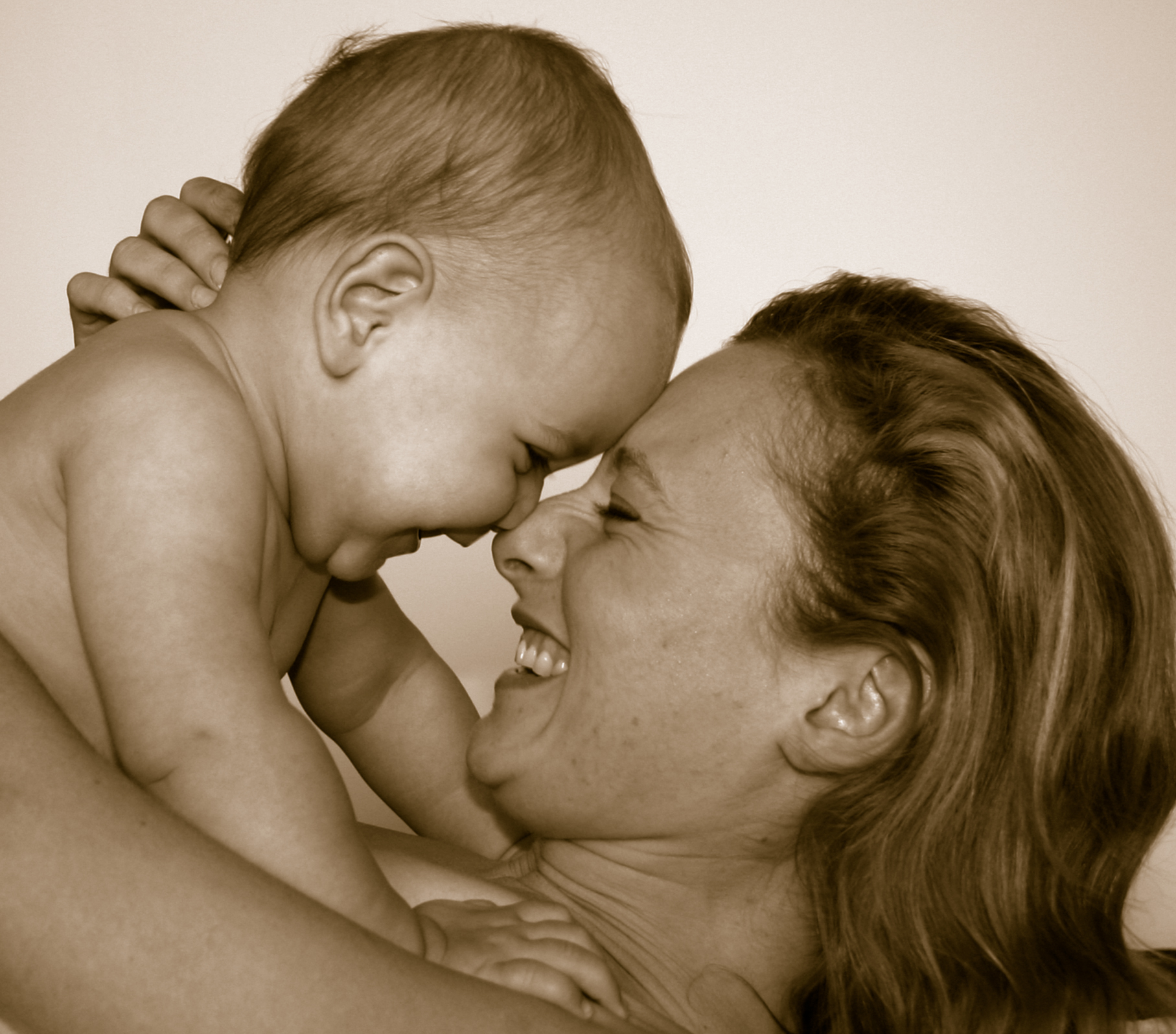
Aktiver Körperkontakt bei einer Mutter und ihrem Säugling

In der ersten Hälfte des 20. Jahrhunderts haben Autoren wie der Kinderarzt L. Emmett Holt und der Psychologe John B. Watson die Idee popularisiert, dass Säuglinge und Kinder möglichst wenig Körperkontakt erhalten sollten. In Deutschland wurden die sehr progressiven Ergebnisse der Säuglingsforschung aus den 20er Jahren (Wilhelm Reich) durch einen von den Nationalsozialisten herausgegebenen Erziehungsratgeber von Johanna Haarer in ihr Gegenteil verkehrt. So wurde ausdrücklich die Vermeidung von Körper- und Blickkontakt empfohlen, um die kindliche Bindung an die Mutter zu vermindern und auf diese Weise die Bindung an die Partei und den Führer zu fördern. (Chamberlain u. a.) Der von Sigmund Freud beeinflusste Kinderarzt Benjamin Spock war mit seinem Bestseller Säuglings- und Kinderpflege von 1946 an gegen eine solche Erziehung erfolgreich Sturm gelaufen. Ashley Montagu veröffentlichte in den 50er Jahren erste Studien über die gesundheitlichen Folgen mangelnden Körperkontaktes bei Waisenkindern.
Heute sind Experten sich darüber einig, dass der intensive und regelmäßige Körperkontakt die Entwicklung des Kindes und die Eltern-Kind-Bindung positiv beeinflusst. Getragene Kinder weinen weniger und sind in der Regel zufriedener als Kinder, die nicht in den Genuss von so viel körperlicher Nähe kommen.

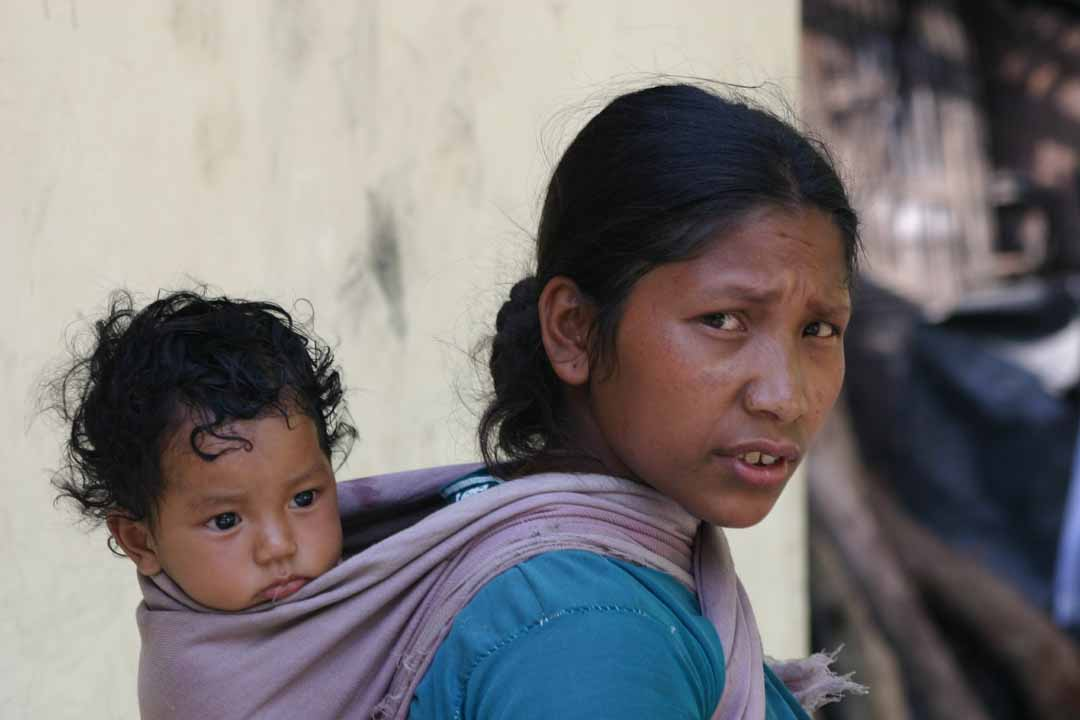
Ständiger Körperkontakt des Kleinkindes hat einen günstigen Einfluss auf seine Entwicklung

Ein neugeborenes Kind wird bereits kurz nach dem Geburtsvorgang auf den Bauch der Mutter gelegt und beruhigt sich dadurch schnell. Es fühlt sich während des ersten Lebensjahres noch mit der Mutter verschmolzen. Brisch u. a. konnten in ihren Forschungen belegen, dass eine gelungene Bindung zur Mutter, die sich in einem Gefühl von Verschmolzen-Sein zwischen Mutter und Kind ausdrückt, erlernt wird und entscheidend von der Qualität der Berührung zwischen beiden abhängt. Beim Stillen entsteht ein für die Entwicklungspsychologie des Kindes wichtiger Körperkontakt zur Mutter. Erst ab etwa drei Jahren ist das Kind in der Lage, sich als ein unabhängig von der Mutter existierendes Wesen wahrzunehmen. Der Körperkontakt gibt dem Kind das Gefühl von Geborgenheit und das Vertrauen auf die Zuverlässigkeit und Liebe seiner Betreuungspersonen. Psychologen sprechen in diesem Zusammenhang auch von der Entstehung des Urvertrauens.
Die Pädagogin und Therapeutin Marion Esser schreibt dazu in ihrem Buch Beweg-Gründe: „Um nach der Geburt ein einheitliches Körper-Ich entwickeln zu können, ist der Säugling auf einen intensiven Kontakt mit der Mutter oder einer entsprechenden Bezugsperson angewiesen. Es benötigt einen tonischen Körperdialog, ein erneutes Verschmelzen mit dem Körper eines Erwachsenen im Wechsel mit motorischen und taktilen Erfahrungen, befriedigende und lustvolle körperliche Beziehungen, um die langsame Auflösung des direkten Körperkontaktes meistern zu können. An seine Stelle tritt symbolischer Ersatz: Blicke, Gesten, Stimme und schließlich die Sprache als abstrakteste Kommunikationsform“
Das Hormon Oxytocin spielt eine wichtige Rolle bei der frühkindlichen Fürsorge und der daraus resultierenden sozialen Bindung. Bei einer umfassenden disziplinübergreifenden Auswertung von Studien, die sich auf Mutter-Säuglings- und Vater-Säuglings-Interaktionen konzentrierten und den Oxytocin-Spiegel zu Beginn und nach der Interaktion maßen, zeigte sich eine positive Korrelation zwischen Eltern-Kind-Kontakt und Oxytocinspiegeln in der Säuglingszeit. Erhöhte mütterliche Oxytocinspiegel standen in signifikantem Zusammenhang mit mehr liebevollem Kontaktverhalten der Mütter nach Mutter-Säuglings-Kontakt, Synchronie und Engagement. Gleichzeitig wurde festgestellt, dass erhöhte väterliche Oxytocinspiegel mit mehr stimulierendem Kontaktverhalten bei Vätern nach dem Vater-Kind-Kontakt zusammenhängen. Der Oxytocin-Spiegel stieg bei Säuglingen, Müttern und Vätern während des Haut-zu-Haut-Kontakts signifikant an. Eltern mit höheren Oxytocin-Spiegeln zeigten mehr Synchronität und Ansprechbarkeit in ihren Säuglingsinteraktionen.

## Körperkontakt im Lebensverlauf

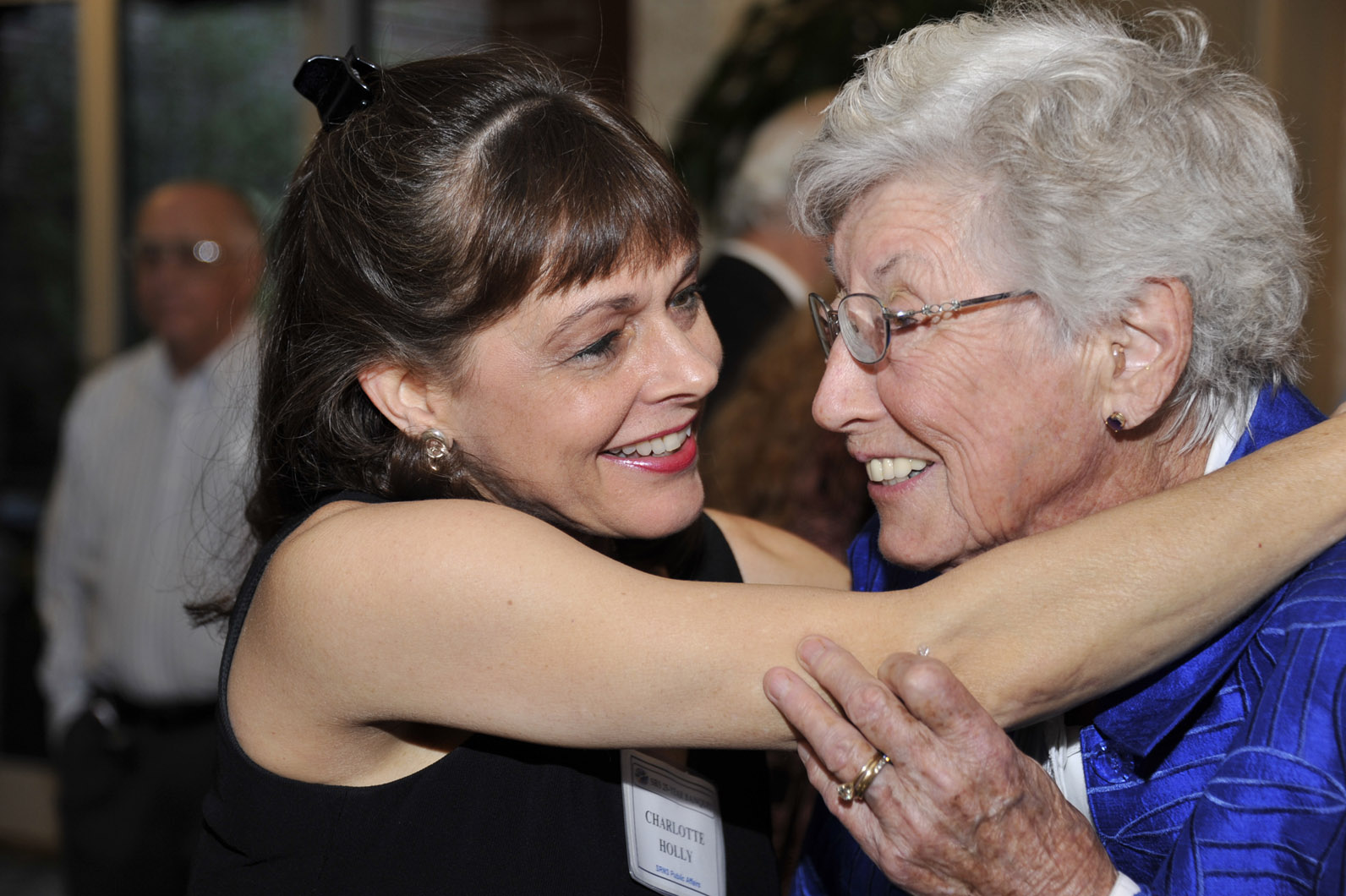
Körperkontakt bei Begrüßung

Aber nicht nur in der Eltern-Kind-Beziehung ist Berührung beziehungsweise Körperkontakt für das Wohlbefinden entscheidend und für Menschen sogar überlebenswichtig. Auch nach Ekkehart D. Englert führt erwünschter Körperkontakt im gesamten Lebensverlauf dazu, dass man sich insgesamt dem anderen Menschen (oder einem Tier) deutlich näher fühlt. Diese Nähe zu einem Vertrauten oder einer geliebten Person erzeugt eine positive Atmosphäre, welche zur Ausschüttung von Endorphinen, Botenstoffen wie der Neurotransmitter Dopamin und das Hormon Oxytocin führt, die alle zusammen das Wohlbefinden fördern. Besonders beim zärtlichen Kuscheln oder Schmusen werden diese Stoffe ausgeschüttet; das Gehirns setzt sich quasi unter seine eigenen Drogen, je nach Art der Berührung eine andere Mischung. Der erhöhte Oxytocin-Spiegel lässt beim Menschen positive Emotionen wie zum Beispiel Vertrauen zu anderen Menschen entstehen. Dies stellt eine wichtige Voraussetzung dar, um emotionale Bindungen aufzubauen.
So wird eben auch in der neurochemischen Forschung das Hormon Oxytocin beim Menschen mit psychischen Zuständen wie Liebe, Vertrauen und Beruhigung in Zusammenhang gebracht. Weiterhin wird festgestellt, dass die angemessene (moderate) Ausübung taktiler Reizung auf das Hautorgan in rhythmischen Abständen – mit anderen Worten: das Streicheln – eine Freisetzung von Oxytocin bewirkt und zu einer Beruhigung und einem Wohlgefühl führt, das die Bindung der beteiligten Personen verstärkt.  Oxytocin wird also bei angenehmen Körperkontakten wie Umarmungen und Zärtlichkeiten sowie Massagen ausgeschüttet, und ebenso beim Singen. Weitere wissenschaftliche Forschungen deuten auch darauf hin, dass eine Freisetzung von Oxytocin durch angenehme Sinneswahrnehmungen wie Berührungen und Wärme, durch Nahrungsaufnahme, durch Geruchs-, Klang- und Lichtstimulation sowie durch rein psychologische Mechanismen ausgelöst werden kann, insbesondere infolge einer entsprechenden Konditionierung; im Gehirn wird es zudem bei Stress freigesetzt. Ein erhöhter Oxytocinspiegel verringert also Ängste, Stress und Spannungen, denn mit der Ausschüttung von Oxytocin sinkt auch die Spannung in den Skelettmuskeln. Nach Ekkehart D. Englert kennen alle Menschen das damit verbundene Gefühl: der Trost und die Kraft, die von einer innigen Umarmung ausgehen, besonders in Momenten von Verzweiflung, Kummer und Trauer. Solche Berührungen tun nicht nur der menschlichen Seele gut, sondern auch der allgemeinen Gesundheit. Massagen, Kuscheln, Schmusen und Streicheln stärken das Immunsystem und wirken sich positiv auf das vegetative Nervensystem aus und damit beispielsweise auf den Blutdruck und die Atmung. Gefühle von Depressionen oder körperliche Schmerzen können ebenfalls effektiv durch Berührungen reduziert werden.

## Als Kommunikationsinstrument
Der interpersonelle positiv erfolgte Körperkontakt dient hauptsächlich der Sympathiebekundung (körperliche Intimität). Es handelt sich um ein Mittel der nonverbalen Kommunikation. In der Körperpsychotherapie wird u. a. mit den Elementen des Berührens und Haltens, des Blickkontaktes und des Widerspiegelns von Bewegungen an der Wiederherstellung und Erweiterung eingeschränkter Kommunikationsmöglichkeiten Betroffener aktiv gearbeitet. Erwünschter Körperkontakt aus emotionalen Gründen ist oft von Blickkontakt begleitet. Beim Körperkontakt werden der Körpergeruch oder die Parfümierung sowie die Pheromone des anderen deutlich wahrgenommen, was für die weitere Kommunikationsbereitschaft entscheidend sein kann. In der traditionellen chinesischen Medizin gilt der körpereigene Geruch auch als Indikator für die Früherkennung von Organerkrankungen.
Volkmar Glaser u. a. entwickelten mit der Psychotonik ein Konzept des Einsatzes von Berührung unter anderem in der Gerontologie, das einen positiven Effekt auf die Gesundheit der Betroffenen ausüben kann.

### Grußkontakt
Bei Grußhandlungen findet oft ein Körperkontakt statt. Hier sind beispielhaft das Händeschütteln, das Schulterklopfen, die Umarmung, Küsschen, Handkuss und der Hongi zu nennen. Körperkontakt zu Fremden ohne Grußcharakter, der als unangenehm empfunden werden kann, findet zum Beispiel unbeabsichtigt oder beabsichtigt (Chikan) im Gedrängel statt.

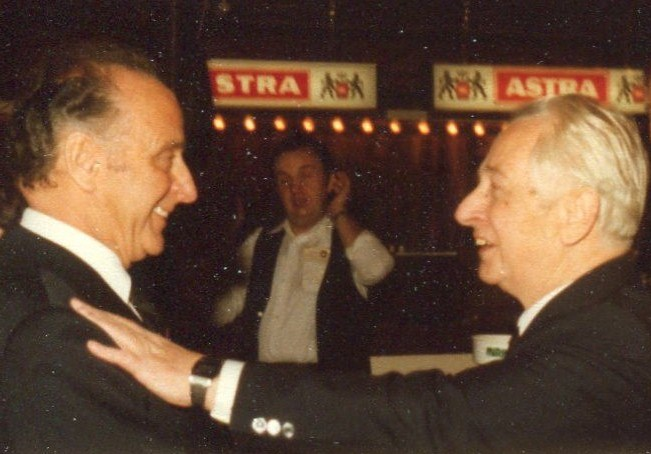
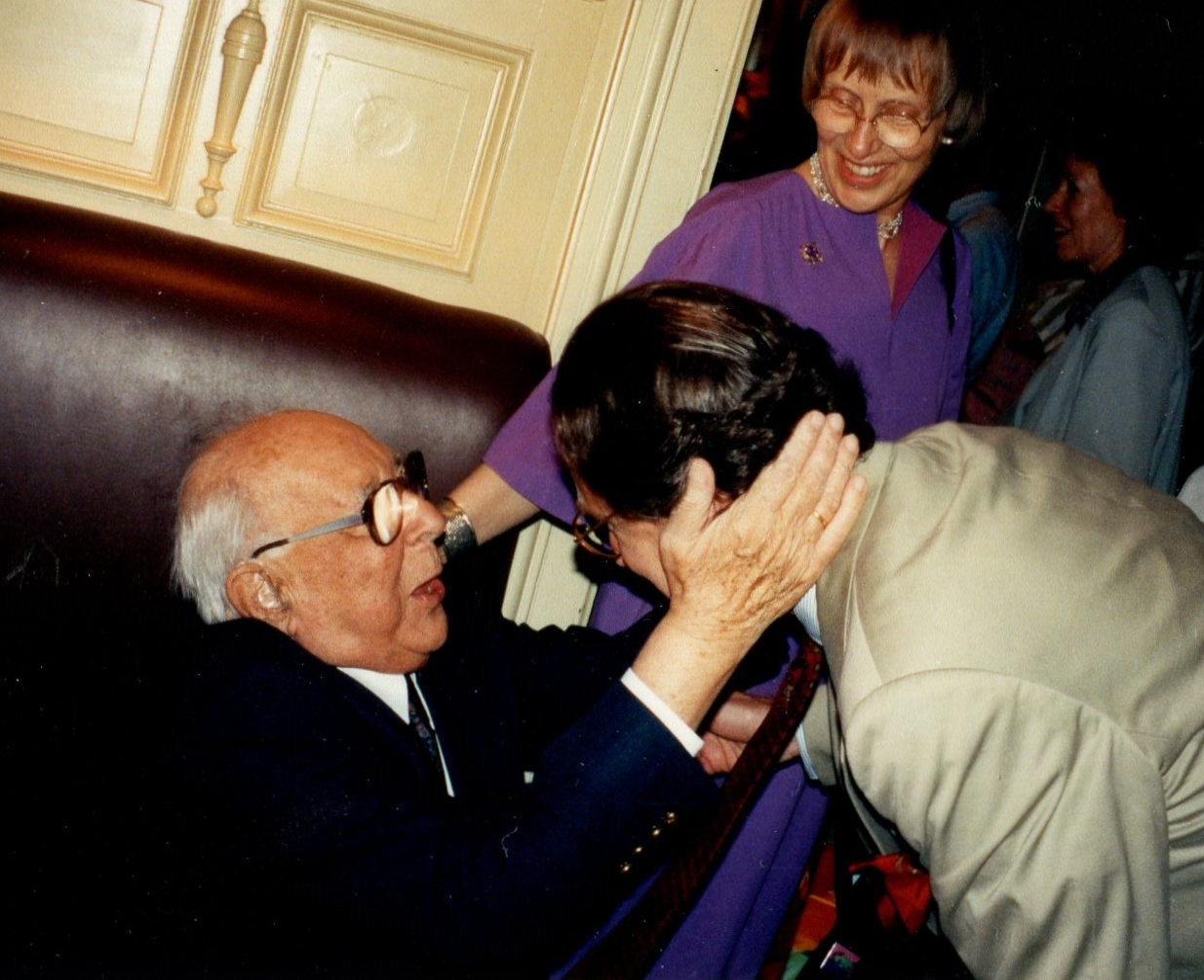
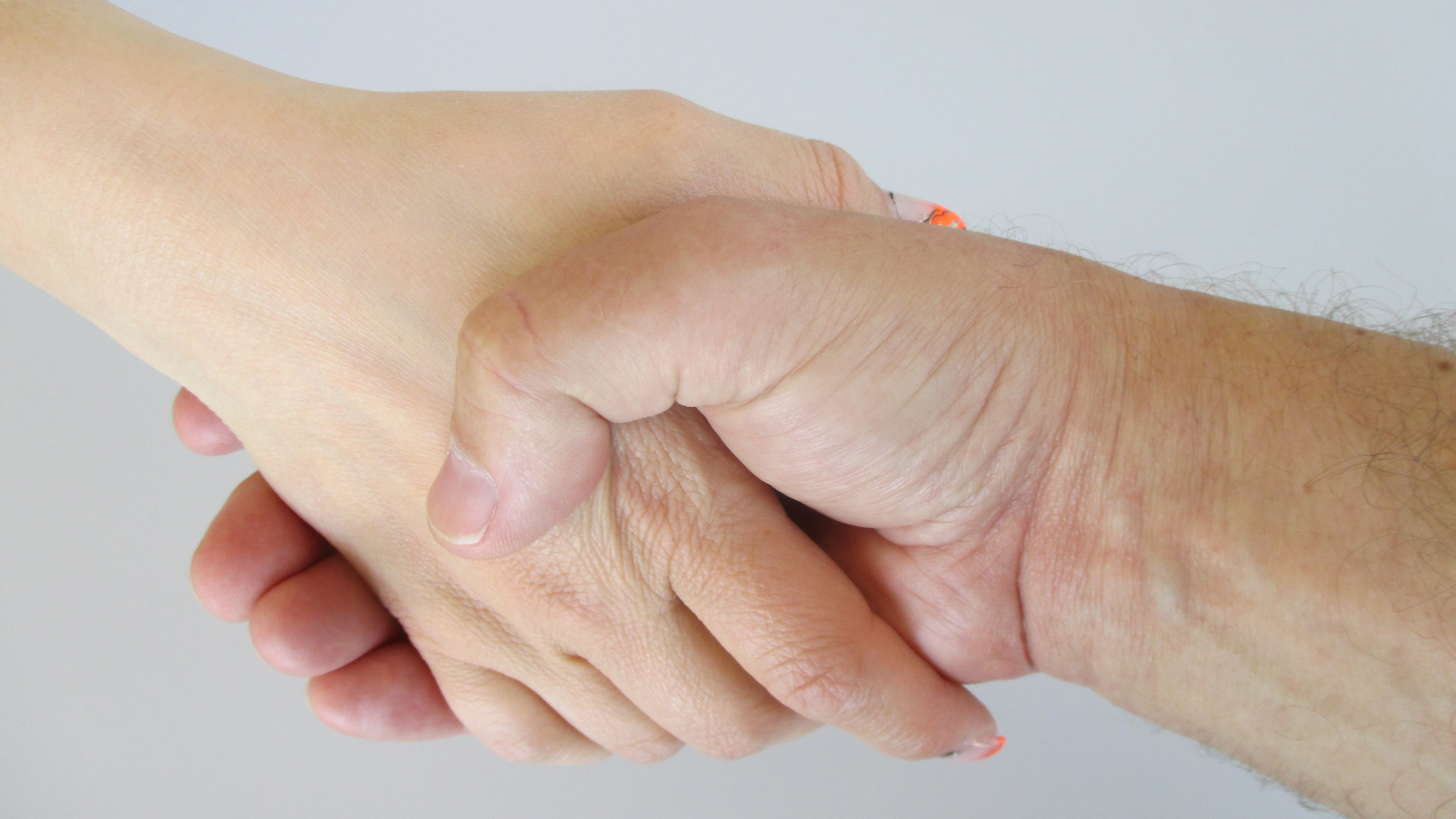
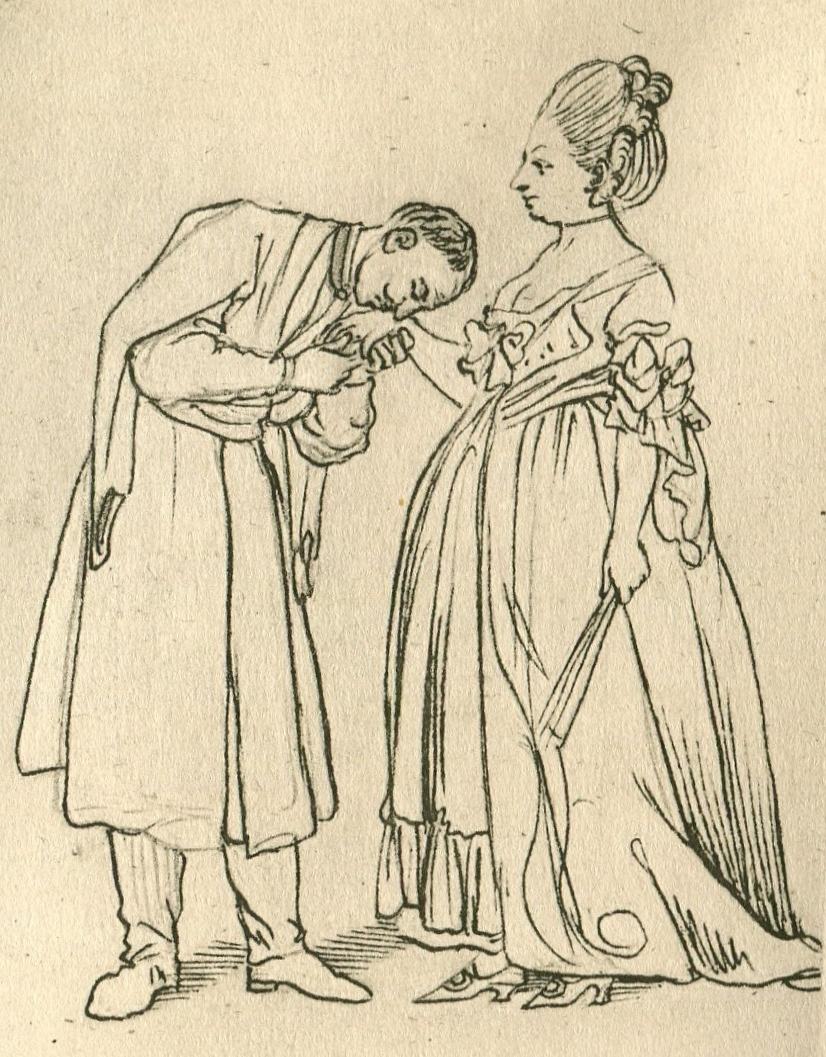

## Grenzverletzungen
Körperkontakt kann auch eine Grenzüberschreitung darstellen, bis hin zu Gewalt. Der Dachverband Lehrerinnen und Lehrer Schweiz LCH äußerte sich in seinem Leitfaden von 2014 folgendermaßen:
„Bei Körperkontakt von Lehrpersonen gegenüber Kindern und Jugendlichen gilt: So wenig wie möglich, so viel wie nötig. Wenn beispielsweise im Turnunterricht zwischendurch mit Körperkontakt geübt wird, findet das in besprochenen Settings, mit entsprechenden Regeln und mit der persönlichen Einwilligung der Kinder und Jugendlichen statt. Lehrpersonen nehmen an solchen Übungen nicht teil.“

## Krankheitsübertragung durch Körperkontakt
Zwischen dem frühen 16. und dem frühen 19. Jahrhundert wurde in der Medizin die Ansicht vertreten, dass Krankheitsübertragungen durch Berührung erfolgen. Mit dem Auftreten der Cholera in Europa ab Beginn der 1830er Jahre wurde diese Kontagionstheorie von den Vertretern des Antikontagionismus heftig bestritten, die von einer Ansteckung durch aus der Erde aufsteigende krankmachende Dünste (Miasmen) ausgingen. Gegen Ende des Jahrhunderts etablierte sich dann die moderne Theorie der Infektion, der zufolge Krankheiten auf verschiedenen Wegen durch Keime (Bakterien und Viren) übertragen werden, unter anderem durch Körperkontakt.